# توکای تایوانی
توکای تایوانی یا توکای سربرفی (نام علمی: Turdus niveiceps) پرنده‌ای از تیرهٔ توکایان و بومی تایوان است.